# Kate Terry
Kate Terry (?, 21 d'abril de 1844 - Londres, 6 de gener de 1924) va ser una actriu anglesa. Germana gran de l'actriu Ellen Terry, va néixer en el si d'una família teatral, va fer el seu debut quan encara era una nena, es va convertir en primera actriu per dret propi i va abandonar els escenaris l'any 1867 per casar-se. Quan es va jubilar, va comentar que va estar 20 anys en escena, però que la va abandonar quan tenia només 23. És l'àvia de sir John Gielgud.

## Biografia
Terry va néixer a Anglaterra dins d'una prestigiosa família teatral. Els seus pares, Benjamin (1818-1896) i Sarah (nascuda Ballard, 1817-1892), eren actors còmics en una companyia de gires amb seu a Portsmouth. Kate era la filla gran dels onze fills del matrimoni, cinc dels quals es van convertir en actors: Ellen, Florence, Fred, Kate i Marion; altres dos, George i Charles, estaven relacionats amb la direcció teatral. El net de Terry, John Gielgud, es va convertir en un dels actors més respectats del segle xx.
Va començar la seva carrera com a actriu infantil a Bristol i després amb la companyia de Charles Kean en produccions de Shakespeare en el Princess's Theatre, on l'any 1851 va fer el seu debut a Londres interpretant a Robin en una producció juvenil de les alegres comares de Windsor, i l'any 1852 va fer el paper del jove Príncep Artur a King John. Va repetir el paper en una actuació en una gala per a la reina Victoria. L'historiador i poeta Thomas Macaulay va estar present i va escriure en el seu diari que «valia la pena haver passat la mitja edat per haver vist a la petita Kate Terry com el Príncep Artur».

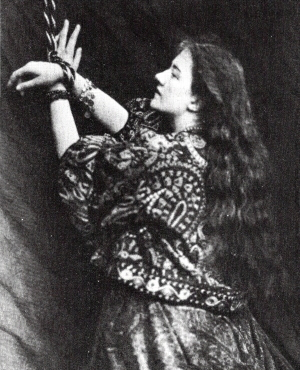
Terry en el paper d'Andrómeda, fotografiada per Lewis Carroll l'any 1865.

Va interpretar a Ariel a La tempesta l'any 1857, i el 1858, quan tenia només 15 anys, Kean li va donar un paper per a adults, el de Cordelia a El Rei Lear. A partir de 1859 va estar de gira durant dos anys amb la seva germana Ellen, acompanyada dels seus pares i un músic, en «el tipus d'entreteniment que les produccions de Thomas German Reed van ser els últims exemples supervivents, un entreteniment de diàlegs per parelles i recitacions, impartits en locals municipals i sales de reunió en benefici d'aquelles persones a les quals els agrada divertir-se, però que mai consentirien entrar en un teatre». L'any 1861 va tornar a Londres per interpretar a Ofelia a Hamlet. Durant els cinc anys següents va actuar en diversos teatres en el West End, convertint-se en una de les primeres actrius més conegudes a Londres. Va actuar en el Lyceum Theatre amb The Duke's Motto el 1863 i amb Bel Dimoni l'any 1864. El mateix any va actuar a The Hidden Hand en el Olympic Theatre. L'any 1863 Charles Dickens va dir de la seva actuació a The Lady of Lyons: «És la millor mostra de tendresa femenina que he vist en un escenari, i comprovaràs que cap audiència podrà perdre-se-la».
L'any 1866 va aparèixer a Hunted Down, de Dion Boucicault, al costat d'Henry Irving, qui més tard va formar una famosa associació amb la seva germana Ellen. El mateix any es va unir a la companyia del Teatre Adelphi. Allà, l'any 1866, va actuar a A Sheep in Wolf's Clothing, seguida en la mateixa temporada per Ethel; or, Only a Life, una adaptació de Benjamin Webster, Jr. d'Une Pauvre Fille; de la seva actuació en aquesta obra, The Times va escriure que «el que seria totalment ineficaç i tediós en el desenvolupament d'una actriu comuna, es torna efectiva i interessant per la interpretació natural del personatge». Li va seguir A Sister's Penance de Tom Taylor i Augustus Dubourg. Amb J. L. Toole, durant la temporada nadalenca de 1866, va aparèixer en el nou burlesc victorià The Mountain Dhu, d'Andrew Halliday. A partir de juny de 1867 va protagonitzar Daura, obra de Charles Reade basada en un poema de Lord Tennyson. El juliol del 1867 va interpretar a Beatrice en Molt soroll per no res; The Times va comentar: «No podem recordar una Beatrice com aquesta, i ens resulta difícil concebre una millor». El seu comiat del West End va ser com Julieta a Romeu i Julieta, a l'agost, amb gran èxit.

John Gielgud va calcular que la seva àvia va interpretar al voltant de 100 papers en la seva curta carrera. La seva última aparició en un escenari abans de retirar-se va ser a l'octubre de 1867 en el Prince's Theatre de Manchester, a l'obra de Tom Taylor Plot and Passion; The Manchester Guardian va acabar el seu ressenya sobre l'actuació dient:
| « | In our unwilling acceptance of her farewell, we must now rest satisfied with the memory of the peerless beauty of her merry-hearted acting... like the music of a bewitching melody piercing the stillness of the night, and ending just when the ear longed for the next note. | En la nostra involuntària acceptació del seu comiat, hem de quedar satisfets amb el record de la incomparable bellesa de la seva alegre actuació ... com la música d'una melodia captivadora que travessa la tranquil·litat de la nit i acaba just quan s'anhela la següent nota. | » |

Després de les seves actuacions de comiat, va deixar els escenaris per casar-se amb l'adinerat mercader de seda Arthur James Lewis. La parella va tenir quatre filles, a la major de les quals també van anomenar Kate, i que seria la mare de Gielgud. La més jove, Mabel Terry-Lewis, es va convertir en actriu.
Només va fer dues aparicions posteriors en l'escenari: primer l'any 1898, a The Master, de Stuart Ogilvie, amb John Hare i la seva filla Mabel, i al juny de 1906 va interpretar a Ursula en una escena de Molt soroll i poques nous en la celebració de gala d'aniversari de la seva germana Ellen.
Terry i el seu marit van viure en un luxós habitatge conegut com a Moray Lodge, a Kensington, Londres, on van ser amfitrions dels Moray Minstrels (una reunió informal de membres notables de la societat i les arts londinenques, com a pintors, actors i escriptors (tots homes), que en la seva majoria eren músics aficionats) fins que Lewis va perdre tot els seus diners, després de la qual cosa, en paraules de Gielgud «la meva àvia vivia de manera molt simple i bastant ressentida en una lletja casa a West Cromwell Road, i no tenia roba d'abrigar i ja no donava festes. Jugava al bridge i tenia convidats de pagament. Un final trist per a la seva carrera, però mai es va queixar o va rondinar. Havia d'haver odiat estar fora d'escena, a pesar que moltes persones encara la reconeixien i l'afalagaven».
Va morir a Londres el 6 de gener de 1924, als 79 anys.